# Reception Reservoir
Reception Reservoir är en reservoar i Hongkong (Kina). Den ligger i den norra delen av Hongkong. Reception Reservoir ligger 123 meter över havet. I omgivningarna runt Reception Reservoir växer i huvudsak städsegrön lövskog.